# Zekr
Zekr é uma aplicação desktop de código aberto do Alcorão. É uma plataforma aberta, ferramenta de estudos do Alcorão para navegar e pesquisar sobre o Alcorão. Zekr é um projeto baseado no Alcorão, planejado para ser uma fonte universal, open source e aplicativo multi-plataforma para executar a maioria das referências habituais ao Alcorão, de acordo com o site do projeto. Zekr está incluído na instalação padrão da distribuição Sabily Linux.
Zekr é capaz de ter vários add-ons, que é pacotes de traduções diferentes, temas, recitações e pacotes de revelação. 

A partir de Zekr 0.7.0, é possível pesquisar através de diferentes traduções do Alcorão tanto com indexados (com base Apache Lucene) de pesquisa e pesquisa básica. Além disso, esta versão apresenta suporte à paginação do texto do Alcorão.
Zekr aceita diferentes add-ons para tornar aplicativo personalizável quanto possível. Atualmente, aceita diferentes pacotes de tradução do Alcorão, pacotes de idioma, pacote ordem da revelação e pacotes de temas. pacotes do Apocalipse são utilizados para classificar os resultados de pesquisa com base na ordem de revelação em diferentes regimes.
Zekr vem com um NSIS instalador para Windows e um pacote de aplicativos para Mac. Há sempre uma base .tar.gz do pacote para (todas) máquinas Linux assim como os pacotes Debian compatível com distribuições Linux Debian.